# 安德烈亚斯·安德松
安德烈亚斯·安德松（瑞典語：Andreas Andersson，1974年4月10日—），瑞典男子足球运动员，司职前锋，1996年完成成年国家队首秀。他曾代表瑞典国家队参加2002年国际足联世界杯。